# Троицкое (Омская область)
Тро́ицкое — село в Омском районе Омской области. Административный центр Троицкого сельского поселения.
Основан в 19 августа1902 году.
Население — 7729 чел. (2021)

## География
Деревня расположена в лесостепи, в пределах Ишимской равнины, относящейся к Западно-Сибирской равнине, на левом берегу реки Иртыш. На юге граничит с посёлком Новоомский, на севере с городом Омск. В окрестностях деревни распространены чернозёмы обыкновенные.
По автомобильным дорогам расстояние до центра Омска составляет 19 км, до районного центра посёлка Ростовка 33 км. Село пересекает Русско-Полянский тракт и федеральная автодорога Р254 «Иртыш» (обход города Омска).
Климат
Климат резко континентальный, со значительными перепадами температур зимой и летом (согласно классификации климатов Кёппена — влажный континентальный климат (Dfb)). Многолетняя норма осадков — 391 мм. Наибольшее количество осадков выпадает в июле — 61 мм, наименьшее в марте — 14 мм. Среднегодовая температура положительная и составляет + 1,4° С, средняя температура самого холодного месяца января − 17,3° С, самого жаркого месяца июля + 19,7° С.
Часовой пояс
Троицкое, как и вся Омская область, находится в часовой зоне МСК+3. Смещение применяемого времени относительно UTC составляет +6:00.

## История
Основана немецкими переселенцами в 1902 году. До 1917 года в составе Омского уезда Акмолинской области. В 1926 году сформирован сельсовет.

## Население
| 1925 | 2002  | 2006  | 2010  | 2021  |
| ---- | ----- | ----- | ----- | ----- |
| 85   | ↗3959 | ↘2953 | ↗3793 | ↗7729 |